# Cinara abietihabitans
Cinara abietihabitans är en insektsart. Cinara abietihabitans ingår i släktet Cinara och familjen långrörsbladlöss. Inga underarter finns listade i Catalogue of Life.